# Jean Albert Schwarz

Jean Albert Schwarz

Johann (Jean) Albert Schwarz (* 12. November 1873 in Frankfurt am Main; † 12. Juli 1957 in Mainz-Bretzenheim) war ein deutscher Politiker des Zentrums.

## Leben und Beruf
Nach dem Besuche der Realschule in Frankfurt am Main absolvierte Schwarz von 1891 bis 1894 das Lehrerseminar in Montabaur. Anschließend war er zunächst als Volksschul- ab 1908 als Mittelschullehrer in Frankfurt am Main tätig. Zwischen 1895 und 1898 war er Volksschullehrer in Arnoldshain, bevor er wieder nach Frankfurt wechselte.
Nach ihm ist die Jean-Albert-Schwarz-Straße in Frankfurt am Main benannt.

## Politik
Schwarz, der katholischer Konfession war, engagierte sich im Zentrum und war Organisator seiner Partei in Frankfurt am Main. Schwarz kandidierte bei der Reichstagswahl 1912 für die Zentrumspartei im Reichstagswahlkreis Regierungsbezirk Wiesbaden 6 (Stadt Frankfurt am Main) und erhielt 5708 Stimmen oder 7,7 %. Er gehörte 1919/20 der Weimarer Nationalversammlung an. Anschließend war er bis 1933 Reichstagsabgeordneter. Er war Schriftführer und Mitglied des Direktoriums des Reichstags.
Nach der Machtergreifung der Nationalsozialisten erstellte er mit Eugen Bolz, Thomas Esser und  Adam Stegerwald Eingaben und Denkschriften, die sich kritisch mit den neuen Machthabern auseinandersetzten. 1936 wurde er aus politischen Gründen aus dem Schuldienst entlassen. 1945 gehörte er zu den Gründern der CDU in Frankfurt.